# جون إف. وارد
جون إف. وارد هو سياسي أمريكي، ولد في 12 يونيو 1904، وتوفي في 16 مارس 1973. نشط حزبياً في الحزب الجمهوري.